# هیسل
هیسل (به آلمانی: Heeßel) یک منطقهٔ مسکونی در آلمان است که در بورگدورف (هانوفر) واقع شده‌است. هیسل ۱٬۰۶۴ نفر جمعیت دارد.